# Leucania caelebs
Leucania caelebs är en fjärilsart som beskrevs av Karl Grünberg 1910. Leucania caelebs ingår i släktet Leucania och familjen nattflyn. Inga underarter finns listade i Catalogue of Life.